# Xã Antler, Quận Bottineau, Bắc Dakota
Xã Antler (tiếng Anh: Antler Township) là một xã thuộc quận Bottineau, tiểu bang Bắc Dakota, Hoa Kỳ. Năm 2010, dân số của xã này là 56 người.